# آق‌سو (داغستان)
آق‌سو (به لاتین: Akhsu) یک منطقهٔ مسکونی در روسیه است که در شهرستان کازبکوفسکی واقع شده‌است.